# Sven Thorné
Sven Gustaf Thorné, född 8 juni 1895 i Östersund, död 20 oktober 1949 i Falun, var en svensk bergsingenjör.
Sven Thorné var son till fältläkaren Jöns Theodor Thorné och Gerda Eksandh. Han avlade studentexamen i Östersund 1914 och bergsingenjörsexamen vid Tekniska högskolan 1920. Han blev extraordinarie tjänsteman i bergsstaten 1921 och var assistent i gruvvetenskap vid Tekniska högskolan 1921–1923. 1923 anställdes han hos AB Zinkgruvor i Falun som biträdande ingenjör vid dess gruvföretag i Ryllshyttan och Garpenberg. Till 1930 tjänstgjorde han i företaget, från 1924 därjämte som platschef vid Svärdsjö gruvor och talkverk. Thorné var andre anrikningsingenjör vid Skellefteå gruvaktiebolag 1930–1931 och vid Bolidens gruvaktiebolag 1931–1933. I Boliden blev han driftsingenjör för ovanjordsanläggningarna och chef för kemiska laboratoriet 1933 samt fick hand om bolagets provbrytningar i Laver, Kristineberg, Åkulla, Renström med flera gruvor 1934, varjämte han var platschef vid Kristinebergs gruvor 1938–1944. Från 1943 var han Vd i AB Zinkgruvor i Falun. Thorné var 1929 ledamot av Socialstyrelsens kommitté för utarbetande av anvisningar angående skydd mot yrkesfara vid vissa anrikningsverk. En uppmärksammad insats gjorde han som platschef i Kristineberg. Gruvorna utbyggdes på några få år till en bearbetning av 500 000 ton malm per år, och samhället som grundades 1938, växte på några år upp till ett modernt mönstersamhälle med nära tusen innevånare. Även som direktör för AB Zinkgruvor gjorde Thorné en nydanande insats.